# 21570 Muralidhar
A 21570 Muralidhar (ideiglenes jelöléssel 1998 RK33) a Naprendszer kisbolygóövében található aszteroida. A LINEAR projekt keretében fedezték fel 1998. szeptember 14-én.